# Maria Fedecka
Maria Aniela Fedecka (ur. 1904 w Moskwie, zm. 21 grudnia 1977 w Warszawie) – polska działaczka społeczna, współpracowniczka KOR, bojowniczka o prawa człowieka.

## Życiorys
Wychowała się w środowisku inteligenckim Grodna, gdzie studiowała medycynę. W okresie międzywojennym związana ze środowiskiem lewicowym Wilna. W latach 1936–1937 współpracowała przy wydawaniu pisma „Poprostu”. Powołaniem jej życia było spieszenie z pomocą ludziom dyskryminowanym społecznie, ekonomicznie i politycznie. W czasie II wojny światowej w Wilnie w 1945 starała się ratować młodzież zagrożoną więzieniem i wywózką do ZSRR. Równolegle stała na czele grupki kobiet ratujących dzieci żydowskie. Uratowała życie wielu dzieciom i rodzinom żydowskim za co została uczczona w 1987 przez Jad Waszem zasadzeniem w Jerozolimie drzewka jej pamięci oraz dyplomem honorowym i medalem „Sprawiedliwy wśród Narodów Świata”. W obronie praw człowieka wykazywała niesamowitą odwagę. Kiedy w wyniku denuncjacji sąsiada do domu pp. Fedeckich przybył agent Gestapo, Maria poleciła swojej córeczce Basi wyprowadzić żydowską dziewczynkę do ogrodu, a sama wdając się w rozmowę z gestapowcem zapytała go, czy potrafiłby pogłaskać własne dziecko rękami splamionymi krwią innych dzieci. Niemiec w milczeniu wyszedł, by już więcej nie powrócić.
Maria Fedecka przekonała także żołnierza armii niemieckiej Hempla, aby zaniechał udziału w zbrodniach hitlerowskich. Hempel zdezerterował z Wehrmachtu i przyszedłszy do domu pp. Fedeckich w Lebiodzie zdał relację o egzekucjach, jakie miały miejsce w Wasiliszkach. Otrzymał od niej dokumenty na nazwisko Burchardt i dzięki nim uciekł do Szwajcarii.
Zaangażowana w pracę w ZR ZPP w Wilnie. W 1945 była zatrudniona w Wydziale Repatriacji, a następnie oddelegowana z ramienia ZPP do pracy w Urzędzie Głównego Pełnomocnika Rządu RP do spraw Repatriacji.
Po zakończeniu wojny Maria Fedecka wyjechała z Wilna. Zamieszkała na Wybrzeżu i tu w 1947 zainicjowała wraz ze Zdzisławem Grabskim i Michałem Pankiewiczem Ligę do Walki z Rasizmem, skupiającą niewielki krąg polskiej inteligencji, która w prowokacjach antysemickich takich jak „wypadki kieleckie” oraz w postawach nacjonalistycznych widziała zagrożenie demokracji. Liga została bardzo szybko zlikwidowana z racji politycznych. W latach 70. była zaangażowana w działalność opozycji demokratycznej w PRL.